# Каланчацька сільська рада
Каланча́цька сільська́ ра́да — колишня адміністративно-територіальна одиниця та орган місцевого самоврядування в Ізмаїльському районі Одеської області. Адміністративний центр — село Каланчак.

## Загальні відомості
Каланчацька сільська рада утворена в 1945 році.
- Територія ради: 51,81 км²
- Населення ради: 1 473 особи (станом на 2001 рік)

## Населені пункти
Сільській раді були підпорядковані населені пункти:
- с. Каланчак
- с. Новокаланчак

## Населення
Згідно з переписом 1989 року населення сільської ради становило 1591 особа, з яких 776 чоловіків та 815 жінок.
За переписом населення 2001 року в сільській раді мешкали 1473 особи.

### Мова
Розподіл населення за рідною мовою за даними перепису 2001 року:
| Мова       | Відсоток |
| ---------- | -------- |
| болгарська | 77,39 %  |
| російська  | 20,1 %   |
| українська | 2,1 %    |
| молдовська | 0,34 %   |

## Склад ради
Рада складалася з 16 депутатів та голови.
- Голова ради:
- Секретар ради: Терзі Валентина Миколаївна

### Керівний склад попередніх скликань
| Прізвище, ім'я, по батькові | Основні відомості                                    | Дата обрання | Дата звільнення |
| --------------------------- | ---------------------------------------------------- | ------------ | --------------- |
| Терзі Дмитро Дмитрович      | Сільський голова, 1965 року народження, безпартійний | 26.03.2006   | 31.10.2010      |

Примітка: таблиця складена за даними сайту Верховної Ради України

### Депутати
За результатами місцевих виборів 2010 року депутатами ради стали:

#### За суб'єктами висування
| Суб'єкт висування | Кількість обраних депутатів | %   |
| ----------------- | --------------------------- | --- |
| Самовисування     | 16                          | 100 |

#### За округами
| № округу | Прізвище, ім'я, по батькові      | Дата визнання обраним | Освіта             | Партійна приналежність | Відомості про обраного депутата               |
| -------- | -------------------------------- | --------------------- | ------------------ | ---------------------- | --------------------------------------------- |
| 1        | Кравченко Ольга Сергіївна        | 05.11.2010            | середня спеціальна | позапартійна           | тимчасово не працює                           |
| 2        | Бужилова Валентина Георгіївна    | 05.11.2010            | середня спеціальна | позапартійна           | пенсіонер                                     |
| 3        | Степаненко Любовь Степанівна     | 05.11.2010            | середня спеціальна | позапартійна           | сільська рада, касир                          |
| 4        | Зайков Виктор Іванович           | 05.11.2010            | вища               | позапартійний          | Каланчацька загальноосвітня школа, вчитель    |
| 5        | Пельтек Галина Дмитрівна         | 05.11.2010            | середня спеціальна | позапартійна           | приватний підприємець                         |
| 6        | Терзі Валентина Миколаївна       | 05.11.2010            | вища               | позапартійна           | сільська рада, секретар                       |
| 7        | Самур Віктор Іванович            | 05.11.2010            | середня спеціальна | позапартійний          | сільська рада, працівник пожежного депо       |
| 8        | Захарченко Наталія Олександрівна | 05.11.2010            | середня спеціальна | позапартійна           | приватний підприємець                         |
| 9        | Сіромах Іван Григорійович        | 05.11.2010            | середня спеціальна | позапартійний          | пенсіонер                                     |
| 10       | Беженар Тетяна Іллівна           | 05.11.2010            | вища               | позапартійна           | Каланчацька загальноосвітня школа, вчитель    |
| 11       | Калудов Василь Ананійович        | 05.11.2010            | вища               | позапартійний          | фермер                                        |
| 12       | Терзі Анна Лазарівна             | 05.11.2010            | вища               | позапартійна           | дитячий садок «Буратіно», помічник вихователя |
| 13       | Булгаров Володимир Іванович      | 05.11.2010            | середня            | позапартійний          | Ізмаїльські районні електромережі, електрик   |
| 14       | Георгієва Євгенія Христофорівна  | 05.11.2010            | вища               | позапартійна           | тимчасово не працює                           |
| 15       | Булгарова Алла Анатоліївна       | 05.11.2010            | середня            | позапартійна           | сільська рада, завідувач сільським клубом     |
| 16       | Кулік Микола Петрович            | 05.11.2010            | середня            | позапартійний          | тимчасово не працює                           |